# Bus-lès-Artois
Bus-lès-Artois är en kommun i departementet Somme i regionen Hauts-de-France i norra Frankrike. Kommunen ligger i kantonen Acheux-en-Amiénois som tillhör arrondissementet Amiens. År 2022 hade Bus-lès-Artois 137 invånare.

## Befolkningsutveckling
Antalet invånare i kommunen Bus-lès-Artois
| Referens: INSEE |